# 蕉風俳諧
蕉風俳諧（しょうふうはいかい）とは、松尾芭蕉およびその門流の信奉する俳風。ときに「正風」と称することもあるが、他流にもこの呼び名があり、芭蕉固有の名称とは言えない。蕉風とも。

## 概要
貞門俳諧、談林俳諧と続く史的な流れの中で、言い捨ての俳諧から天地有情の事情を不易流行の詩美へと転換し、それを追求したところに蕉風の特徴がある。
蕉風の成立期は、延宝末年から天和期にかけての深川草庵での「貧にしてなお一人侘ぶ」世界に共鳴した者が参集し始めた貞享期とされる。芭蕉生前の蕉風は『虚栗』『冬の日』の気概高致な風狂の文学、『ひさご』『猿蓑』の景情融合・姿情兼備の円熟した境地、『すみだはら』『続猿蓑』のさらりとした平淡な「かるみ」の俳風と変遷していった。
18世紀後半に入ると「芭蕉に帰れ」を合い言葉とする俳諧復興運動が展開され、与謝蕪村・久村暁台らのように浪漫的・脱俗的俳風が創出されたが、厳密に言えば蕉風そのものではなかった。その後も蕉風の名は依然として重んじられ、芭蕉は偶像として崇拝もされたが、明治になり正岡子規による俳諧革新運動の洗礼を受け、それまでの蕉風俳諧とはまた別の近代俳句として生まれ変わった。

## 史跡

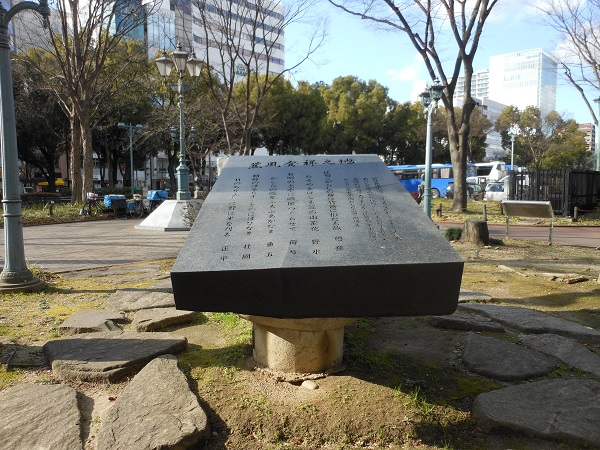
「蕉風発祥之地」碑

愛知県名古屋市中区錦三丁目の名古屋テレビ塔前には「蕉風発祥之地」碑が建立されている。貞享元年（1664年）、松尾芭蕉は名古屋城下で俳諧興行を行ったとされ、蕉風を確立したとされる『冬の日』に採録されている句はその時詠まれたものである。「蕉風発祥之地」碑は、この俳諧興行の行われた地に建てられている。